# Collegedale
Collegedale és una població dels Estats Units a l'estat de Tennessee. Segons el cens del 2000 tenia 6.514 habitants.

## Demografia
Segons el cens del 2000, Collegedale tenia 6.514 habitants, 2.049 habitatges, i 1.528 famílies. La densitat de població era de 301,9 habitants/km².
Per edats la població es repartia de la següent manera: un 19,8% tenia menys de 18 anys, un 25,2% entre 18 i 24, un 25,4% entre 25 i 44, un 16,7% de 45 a 60 i un 13% 65 anys o més.
L'edat mediana era de 29 anys. Per cada 100 dones de 18 o més anys hi havia 85,6 homes.
La renda mediana per habitatge era de 42.270 $ i la renda mediana per família de 52.337 $. Els homes tenien una renda mediana de 37.819 $ mentre que les dones 28.345 $. La renda per capita de la població era de 18.604 $. Entorn del 5,3% de les famílies i el 7,4% de la població estaven per davall del llindar de pobresa.

## Poblacions més properes
El següent diagrama mostra les poblacions més properes.